# Carpí (gènere)
Carpí (Carpinus) és un gènere de plantes amb flor dins la família de les betulàcies. El nom botànic del gènere, correspon al nom llatí original de les espècies europees.

## Taxonomia
Tot i que alguns autors van situar el gènere juntament amb els gèneres Corylus (avellaners) i Ostrya fins a la família separada Coryloideae, els botànics moderns el situen dins les betulàcies, a la subfamília Coryloideae.

## Descripció

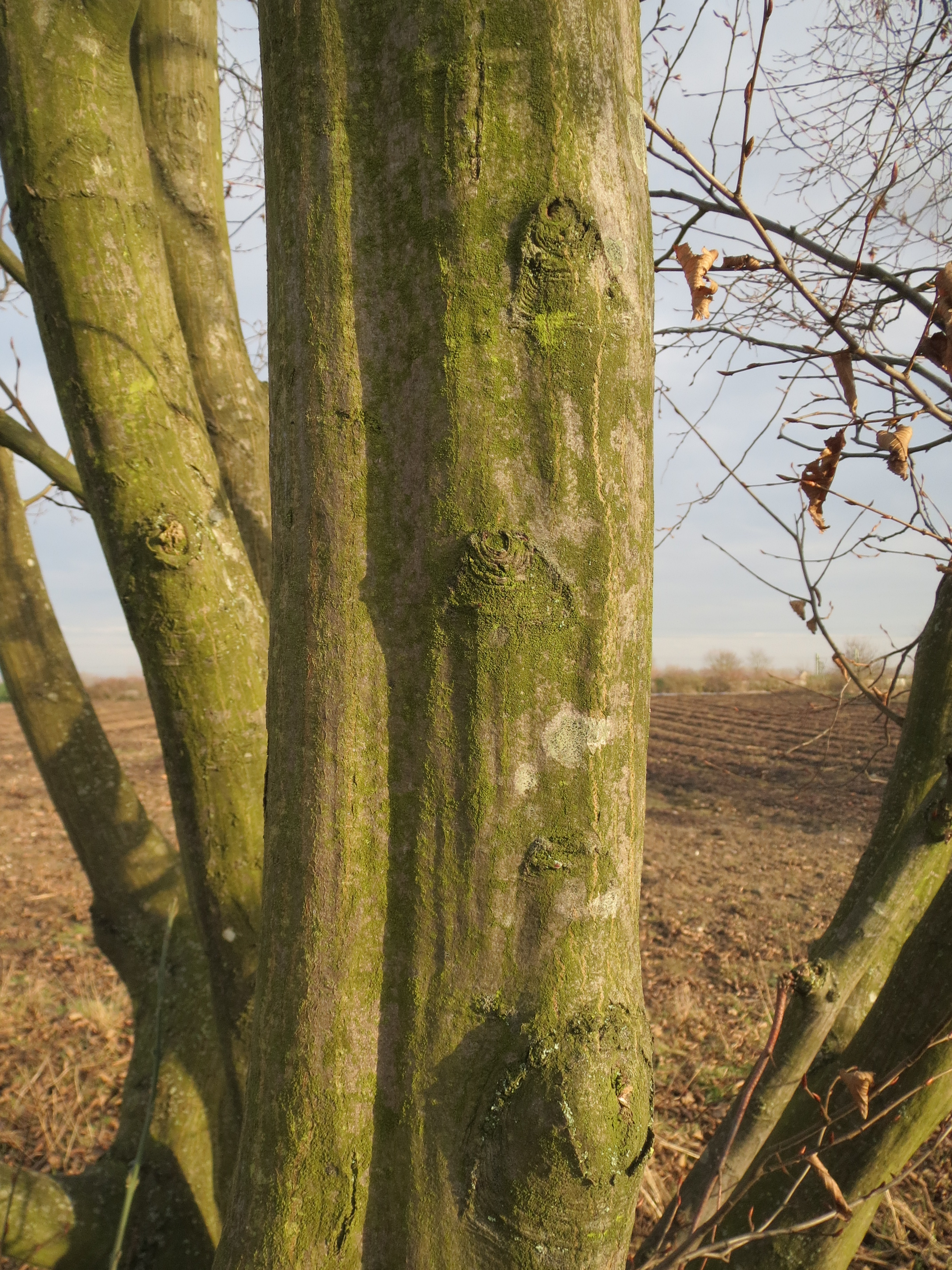
Tronc de carpí

Les espècies del gènere Carpinus tenen una mida que va de petita a mitjana, sent el Carpí el més alt, podent assolir els 32 metres d'alçada. Són arbres de fulles caduques, les quals són alternades, tenen un marge serrat i fan entre 3 i 10 centímetres de llarg. Les flors són aments penjants que es pol·linitzen amb l'acció del vent i que surten a la primavera. Els mascles i les femelles es troben en aments separats, però en el mateix arbre (monoècia). El fruit és una petita nou d'entre 3 i 6 centímetres, que es troba parcialment coberta per una bràctea, la qual pot tenir tant 3 lòbuls com un simple oval, i és lleugerament asimètrica. Aquesta asimetria dels lòbuls de la llavor fa que giri sobre si mateixa quan cau, millorant la seva dispersió amb el vent. La forma dels lòbuls de la llavor és important per la identificació de l'espècie. En general els aments contenen entre 10 i 30 llavors.

## Distribució
Les 37 espècies vivent estan distribuïdes a gran part de les zones temperades de l'hemisferi nord, amb una gran concentració d'espècies a l'Àsia, i en particular a la Xina. El gènere és originari d'Euràsia amb només dues espècies a Europa, una única espècie a l'Amèrica del Nord i una altra a Mesoamèrica. A la península Ibèrica només es troba en una extensió molt reduïda del Pirineu al País Basc, tot i que els estudis pol·línics evidencien una presència molt més estesa durant el Paleolític.

## Insectes relacionats
Els arbres del gènere Carpinus serveixen d'aliment a les larves d'algunes espècies de lepidòpter com Epirrita autumnata, Hemithea aestivaria, Colotois pennaria, Amorpha juglandis, Amphipyra berbera o Operophtera brumata, entre d'altres.

## Usos
La fusta del carpí és molt apreciada en ebenisteria per la seva duresa (més que la del roure). D'aqui prové el seu nom en anglès ironwood ("pal de ferro"). El duramen assecat és gairebé blanc i s'utilitza per fer elements decoratius. En general s'utilitza molt poc en fusteria, en part a causa de la dificultat de treballar la seva fusta. Només s'utilitza per construir taules de tallar, mànecs d'eines, rodes de cotxe, formes de sabates, i altres productes en què cal una fusta molt dura. Potser el més interessant són clavilles d'engranatges de màquines simples, com els molins de vent tradicionals. També s'utilitza en sòls de parquet i per a la fabricació de peces d'escacs.

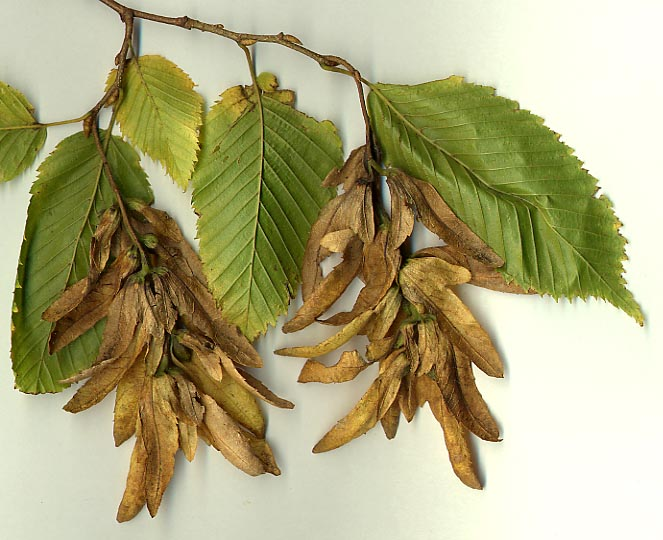
Carpí amb fruits

## Taxonomia
Espècies acceptades:
- Carpí - (Carpinus betulus) — gran part d'Europa, Turquia, Iran i el Caucas; naturalitzat a alguns llocs dels Estats Units.[9]
- Carpí de Carolina (Carpinus caroliniana) - Quebec, Ontario i meitat est dels Estats Units
- Carpinus chuniana - Guangdong, Guizhou i Hubei
- Carpinus cordata - Primórie, Xina, Corea i Japó
- Carpinus dayongiana - Hunan
- Carpinus eximia - Corea
- Carpinus faginea - Nepal i nord de l'Índia
- Carpinus fangiana[10] - Sichuan i Guangxi
- Carpinus hebestroma - Taiwan
- Carpinus henryana - sud de la Xina
- Carpinus japonica - Japó
- Carpinus kawakamii - Taiwan i sud-est de la Xina
- Carpinus kweichowensis - Guizhou i Yunnan
- Carpinus laxiflora - Japó i Corea
- Carpinus lipoensis - Guizhou
- Carpinus londoniana - sud de la Xina i nord d'Indoxina
- Carpinus luochengensis - Guangxi
- Carpinus mengshanensis - Shandong
- Carpinus microphylla - Guangxi
- Carpinus mollicoma - Tibet, Sichuan i Yunnan
- Carpinus monbeigiana - Tibet, Yunnan
- Carpinus omeiensis - Sichuan i Guizhou
- Carpí oriental (Carpinus orientalis) - Hongria, els Balcans, Itàlia, Crimea, Turquia, Iran i el Caucas
- Carpinus paohsingensis - Xina
- Carpinus polyneura - sud de la Xina
- Carpinus pubescens - Xina i el Vietnam
- Carpinus purpurinervis - Guizhou i Guangxi
- Carpinus putoensis - Zhejiang
- Carpinus rankanensis - Taiwan
- Carpinus rupestris - Yunnan, Guangxi i Guizhou
- Carpinus shensiensis - Gansu i Shaanxi
- Carpinus shimenensis - Hunan
- †Carpinus tengshongensis[11] - Zhejiang, encara que probablement extint
- Carpinus tropicalis - Mèxic i Amèrica central
- Carpinus tsaiana - Yunnan i Guizhou
- Carpinus tschonoskii - Xina, Corea i Japó
- Carpinus turczaninowii[12] - Xina, Corea i Japó
- Carpinus viminea - Xina, Corea, Himàlaia i el nord d'Indoxina